# دمدم (إيران)
دمدم هي قرية في مقاطعة خوي، إيران. عدد سكان هذه القرية هو 62 في سنة 2006.